# 平面三角形分子構造

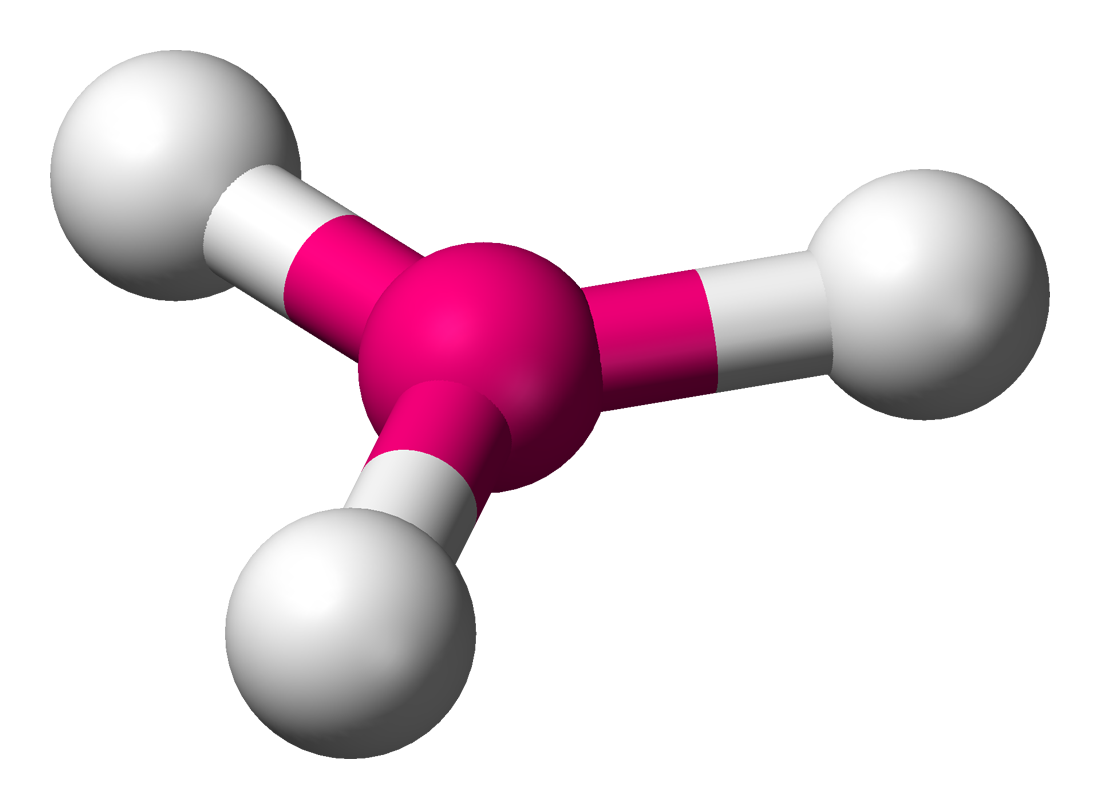
平面三角形配位幾何配置を持つ化合物の理想的な構造。

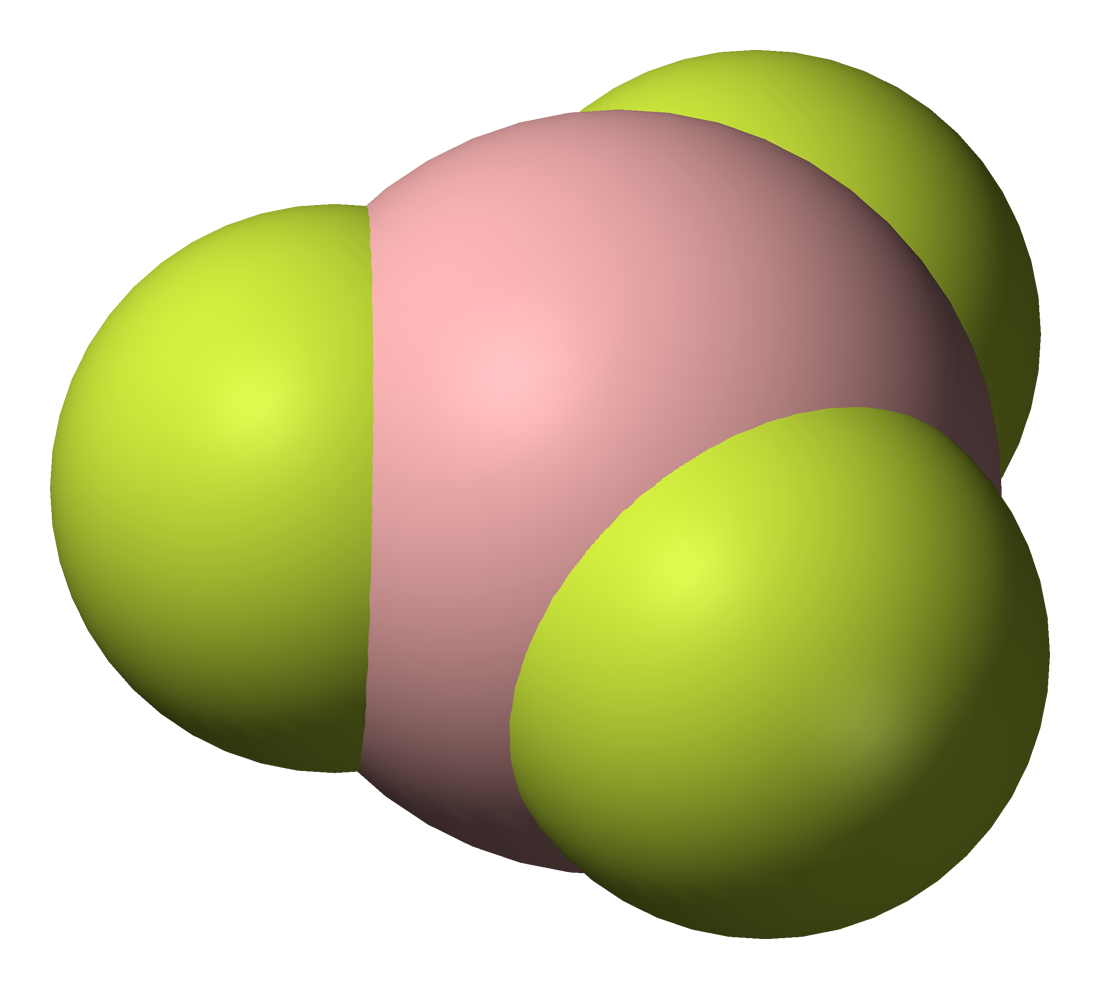
三フッ化ホウ素の構造。平面三角形幾何配置を持つ分子の例。

化学において平面三角形（へいめんさんかくけい、英: Trigonal planar）は、1個の中心原子とそれを中心とした正三角形の3頂点に位置する原子がすべて同一平面上にある分子の幾何配置模型である。理想的な平面三角形分子では、配位子同士のすべての結合角が120° をとり、点群はD3hに属する。ホルムアルデヒド（H2CO）のように3個の配位子がすべて同一のものでないときは理想的な幾何配置からは外れる。平面三角形幾何配置をとる分子には、三フッ化ホウ素（BF3）、ホルムアルデヒド（H2CO）、ホスゲン（COCl2）、三酸化硫黄（SO3）などがある。平面三角形幾何配置をとるイオンには、硝酸イオン（NO−
3）、炭酸イオン（CO2−
3）、グアニジウムイオン（C(NH2)+
3）がある。有機化学では、平面三角形構造をとる平面三結合炭素はsp2混成オービタルを持つとしばしば表現される。
窒素反転では、平面三角形構造を遷移状態としてその三角錐形構造が反転する。
ピラミッド化（角錐化、pyramidalization）は、四面体形分子幾何配置に向かうこの分子形状のゆがみである。このゆがみはピラミッド形アルケンにおいて見ることができる。